# Церковь Святого Евангелиста Луки (Брежаны)
Церковь святого Евангелиста Луки (словац. Chrám svätého Lukáša Evanjelistu) — грекокатолическая деревянная церковь, находящаяся в окрестностях села Брежани, возле города Прешов, Словакия. Церковь святого Евангелиста Луки включена в список национальных культурных памятников Словакии.

## История
Деревянная церковь святого Евангелиста Луки была построена в 1727 году как филиал грекокатолического прихода села Кленова. Во второй половине XVIII века был произведён ремонт храма. В настоящее время церковь святого Евангелиста Луки является филиалом римско-католического прихода близлежащего села Байерова.

## Архитектура
Храм построен из деревянного материала со значительными готическими элементами. Свободно стоящая башня не связана с крышей церкви. Высокая крыша храма покрыта черепицей.
Барочный иконостас, оформленный византийскими иконами, датируется 1773 годом. На центральной иконе с изображением Иисуса Христа находится надпись на словацком языке: «Fundator Cerkvi Svätej i Calej Roboty toj P.S oltys Teodor Demeteri i vospol z manželku Svoju Mariannu. Ano Dni 1733» (основатель святой церкви и всей этой работы является Теодор Деметерий, вместе с женой своей Марианной. Год Господень 1733). На нижней части иконы святого Евангелиста Луки изображён стоящий на коленях перед распятием основатель церкви. На иконе Христа Первосвященника изображён Иисус Христос вместе с Девой Марией и Иоанном Крестителем.
Главный барочный алтарь храма построен в 1782 году. Боковые алтари были построены во второй половине XVIII веке.